# James LeGros
James LeGros (Minneapolis, Minnesota, 27 de abril de 1962) es un actor estadounidense de cine y televisión. Es conocido por sus trabajos en películas independientes, muchas durante los años 90. Algunos de sus créditos incluyen Zodiac (2007), Enemigo público (1998), Vantage Point (2008) y Living in Oblivion (1995).

## Primeros años
LeGros nació en Minneapolis, Minnesota, hijo de una maestra y un agente de bienes raíces, fue criado en Redlands, California. Asistió al conservatorio profesional South Coast Repertory, una compañía teatral de California, y también asistió a la Universidad de California. Es yerno del actor Robert Loggia.

## Carrera
Uno de sus papeles más conocidos es en la película Living in Oblivion (dirigida por Tom DiCillo, y protagonizada junto a Steve Buscemi y Catherine Keener). LeGros interpreta a Chad Palomino, una estrella de cine "clase A" que trabaja con desgana en una película de bajo presupuesto. También ha trabajado en series de televisión como Sleeper Cell (interpretando al agente Ray Fuller), Law & Order, Ally McBeal, y como invitado en ER, Roseanne, Punky Brewster y The Outer Limits. En la miniserie de TV Mildred Pierce interpreta al abogado Wally Burgan. 

## Filmografía
- Solarbabies (1986)
- Real Men (1987)
- Near Dark (1987)
- Fatal Beauty (1987)
- *batteries not included (1987)
- Phantasm II (1988)
- Drugstore Cowboy (1989)
- Born on the Fourth of July (1989)
- Point Break (1991)
- The Rapture (1991)
- Singles (1992)
- Where the Day Takes You (1992)
- Guncrazy (1992)
- Leather Jackets (1992)
- Bad Girls (1994)
- Floundering (1994)
- Mrs. Parker and the Vicious Circle (1994)
- Safe (1995)
- Living in Oblivion (1995)
- Panther (1995)
- The Low Life (1995)
- Boys  (1996)
- Infinity (1996)
- The Myth of Fingerprints (1997)
- Psicosis (1998)
- Thursday (1998)
- Enemy of the State (1998)
- Common Ground (2000)
- Scotland, Pa. (2001)
- Lovely & Amazing (2001)
- November (2004)
- Catch That Kid (2004)
- Sexual Life (2005)
- Trust the Man (2005)
- The Last Winter (2006)
- Zodiac (2007)
- Vantage Point (2008)
- Sherman's Way (2008)
- Dry Rain (2008)
- Visioneers (2008)
- Winged Creatures (2008)
- Welcome to Academia (2009)
- Skateland (2010)
- The Passage Serie TV (2019)
- Hunters (Serie de TV) (2020)